# Chanea suukyii
Espèce
Chanea suukyii est une espèce d'araignées aranéomorphes de la famille des Mysmenidae.

## Distribution
Cette espèce est endémique du Yunnan en Chine,. Elle se rencontre dans le xian de Gongshan dans les Gaoligongshan.

## Description
Le mâle holotype mesure 0,63 mm et la femelle paratype 0,90 mm.

## Étymologie
Cette espèce est nommée en l'honneur d'Aung San Suu Kyi.

## Publication originale
- Miller, Griswold & Yin, 2009 : The symphytognathoid spiders of the Gaoligongshan, Yunnan, China (Araneae, Araneoidea): Systematics and diversity of micro-orbweavers. ZooKeys, no 11, p. 9-195 (texte intégral).